# Dyspnoi
Die Dyspnoi sind eine der vier rezenten Unterordnungen der Weberknechte. Die Gruppe ist morphologisch vielgestaltig und umfasst sowohl Formen mit relativ kurzen Laufbeinen wie solche mit stark sklerotisiertem, gepanzertem Körper, entsprechen also nicht dem Bild eines „typischen“ Weberknechts. Die Dyspnoi sind fast ausschließlich auf der Nordhemisphäre verbreitet (Ausnahme: die erst 2014 als zugehörig erkannte Familie Acropsopilionidae). Die Gruppe umfasst mit der Art Trogulus torosus, Körperlänge ohne Beine 23 Millimeter, die größte Weberknecht-Art. Die Dyspnoi sind mit etwas mehr als 300 Arten die artenärmste der Unterordnungen der Weberknechte.

## Merkmale
Die Dyspnoi sind morphologisch vielgestaltig und anhand der Gestalt nicht als zusammengehörig erkennbar. Es existieren nur wenige morphologische Autapomorphien, die zudem umstritten sind. Ihre Zusammengehörigkeit wurde aber in allen modernen genetischen Analysen bestätigt. Wichtigstes Merkmal seit der Erstbeschreibung der Gruppe durch die dänischen Forscher H.J. Hansen und W. Sørensen im Jahr 1904 der Bau der Zähne auf den Cheliceren: Diese sind klein, regelmäßig reihig angeordnet und durchscheinend (diaphan), dieses Merkmal ist bei wenigen Gattungen mit stark verlängerten Cheliceren sekundär abgewandelt. Weberknechte mit extrem langen und dünnen Beinen, d. h. der typischen Körpergestalt der Unterordnung Eupnoi gehören niemals hierher. Die Klauen der Laufbeine sind immer einfach, diejenigen der Pedipalpen sind entweder klein und rudimentär oder ganz fehlend. Weitere gemeinsame Merkmale, deren Bedeutung allerdings umstritten ist, sind: Tarsus (Fußglied) der Pedipalpen kürzer als deren Tibia, ähnlicher Bau der Stigmen der Tracheen, keine akzessorischen Stigmen an den Beingliedern.

## Phylogenie, Taxonomie, Systematik
Die Dyspnoi wurden von den dänischen Forschern  H.J. Hansen und W. Sørensen, ursprünglich als Tribus einer Unterordnung Palpatores, eingeführt. 1961 erhob der tschechische Arachnologe Vladimír Šilhavý sie zur Unterordnung. Die Zusammengehörigkeit der Gruppe wurde dann durch den deutschen Arachnologen Jochen Martens 1976 aufgrund des Baus des Penis der Männchen bestritten, was eine Zeitlang als wahrscheinlichste Hypothese galt. Die von Martens vorgeschlagenen Verwandtschaftsverhältnisse konnten aber in späteren Untersuchungen nicht bestätigt werden. Martens gliederte die Gruppe in zwei Überfamilien, die Ischyropsalidoidea und die Troguloidea. Diese Gliederung wurde später bestätigt, anders als von Martens angenommen erwiesen sich beide aber als Schwestergruppen. Die Umschreibung und Abgrenzung der darin enthaltenen Familien war lange Zeit zwischen verschiedenen Systematikern umstritten, heute ist das 2013 von Axel Schönhofer vorgeschlagene System grundlegend.
Die Zusammengehörigkeit der Dyspnoi als monophyletisches Taxon wurde durch phylogenomische Studien, anhand des Vergleichs homologer DNA-Sequenzen als Merkmal, bestätigt, ebenso wie das Schwestergruppenverhältnis zu den Eupnoi, mit denen gemeinsam sie das Taxon der Palpatores bilden. Eine früher nicht als hinzugehörig betrachtete Gruppe ist ein Teil der früheren Familie Caddidae, die sich bei einer vergleichbaren Untersuchung 2014 als nicht monophyletisch herausstellte. Eine Gruppe von Gattungen erwies sich als nicht näher mit der Typusgattung Caddo verwandt, für diese wurde eine Familie Acropsopilionidae aufgestellt. Die Acropsopilionidae sind den Daten zufolge die basalste Gruppe der Dyspnoi und Schwestergruppe von Ischyropsalidoidea und Troguloidea zusammengenommen. Formal wird für die eine monotypische Überfamilie Acropsopilionoidea aufgestellt. Durch die Auflösung der alten Familie Caddidae wurde gleichzeitig ihre immer merkwürdige intermediäre Stellung zwischen den Dyspnoi und den Eupnoi aufgelöst.
Damit ergibt sich das folgende System (nach  mit Ergänzungen):
Unterordnung Dyspnoi
- Überfamilie Acropsopilionoidea
  - Familie Acropsopilionidae
    - Gattung Austropsopilio (Australien, inkl. Tasmanopilio Hickman 1957, Tasmanien)
    - Gattung Acropsopilio Silvestri, 1904 (Nord- und Südamerika, Japan, Australien, Neuseeland)
    - Gattung Caddella Hirst, 1925 (Südafrika)
- Überfamilie Ischyropsalidoidea
  - Familie Ischyropsalididae Simon, 1879. Schneckenkanker
    - Gattung Acuclavella Shear, 1986 (westliches Nordamerika)
    - Gattung Ceratolasma Goodnight & Goodnight, 1942 (westliches Nordamerika)
    - Gattung Ischyropsalis C.L. Koch, 1839 (Europa)

  - Familie Sabaconidae Dresco, 1970
    - Gattung Sabacon Simon, 1879 (Südwesteuropa, Sibirien, Himalaya, China, Japan, Nordamerika)

  - Familie Taracidae Schönhofer, 2013
    - Gattung Crosbycus Roewer, 1914 (nur eine Art, Crosbycus dasycnemus (Crosby, 1911), Nordamerika)
    - Gattung Hesperonemastoma Gruber, 1970 (Nordamerika)
    - Gattung Oskoron Shear & Warfel, 2016 (westliches Nordamerika)
    - Gattung Taracus Simon, 1879 (Nordamerika)
- Überfamilie Troguloidea
  - Familie Dicranolasmatidae Simon, 1879
    - Gattung Dicranolasma Sørensen, 1873 (Südeuropa, Kleinasien)

  - Familie Nemastomatidae Simon, 1872. Fadenkanker.
    - Gattung Cladolasma Suzuki, 1963 (Ostasien)
    - Gattung Dendrolasma Banks, 1894 (westliches Nordamerika)
    - Gattung Martensolasma Shear, 2006 (2 Arten, Mexiko)
    - Gattung Ortholasma Banks, 1894 (Kalifornien)
    - Gattung Trilasma Goodnight & Goodnight, 1942 (Mexiko)
    - Gattung Acromitostoma Roewer, 1951 (2 Arten, Spanien)
    - Gattung Carinostoma Kratochvíl, 1958 (3 Arten, Südosteuropa)
    - Gattung Caucnemastoma Martens, 2006 (2 Arten, Kaukasus)
    - Gattung Centetostoma Kratochvíl, 1958 (4 Arten, Westeuropa)
    - Gattung Giljarovia Kratochvíl, 1958 (Kaukasus und Pontisches Gebirge)
    - Gattung Hadzinia Šilhavý, 1966 (nur eine Art, Hadzinia karamani (Hadži, 1940), in einer Höhle in Bosnien)
    - Gattung Histricostoma Kratochvíl, 1958 (Südosteuropa bis Österreich, Türkei, Kaukasus)
    - Gattung Mediostoma Kratochvíl, 1958 (östlicher Mittelmeerraum bis Zentralasien)
    - Gattung Mitostoma Roewer, 1951 (Südeuropa bis südliches Mitteleuropa)
    - Gattung Nemaspela Šilhavý, 1966 (Höhlen im Kaukasus, westlich bis zur Krim)
    - Gattung Nemastoma C.L. Koch, 1836 (Europa, inkl. Mitteleuropa)
    - Gattung Nemastomella Mello-Leitão, 1936 (Südwesteuropa, Nordafrika)
    - Gattung Paranemastoma Redikorzev, 1936 (Mitteleuropa, Südosteuropa, Westasien)
    - Gattung Pyza Staręga, 1976 (Südosteuropa, Kleinasien)
    - Gattung Saccarella Schönhofer & Martens, 2012 (nur eine Art, Saccarella schilleri Schönhofer & Martens, 2012, Ligurien)
    - Gattung Starengovia Snegovaya, 2010(nur eine Art Starengovia kirgizica Snegovaya, 2010, Kirgisien)
    - Gattung Vestiferum Martens, 2006 (2 Arten, Kaukasus)

  - Familie Nipponopsalididae Martens, 1976
    - Gattung Nipponopsalis Martens & Suzuki, 1966 (3 Arten, Japan)

  - Familie Trogulidae Sundevall, 1833. Brettkanker.
    - Gattung Anarthrotarsus Šilhavý, 1967 (nur eine Art, Anarthrotarsus martensi Šilhavý, 1967, Griechenland)
    - Gattung Anelasmocephalus Simon, 1879 (Europa, Nordafrika)
    - Gattung Calathocratus Simon, 1879 (Nordafrika, Südeuropa, östlich bis zum Kaukasus)
    - Gattung Kofiniotis Roewer, 1940 (nur eine Art, Kofiniotis creticus Roewer, 1940, Griechenland)
    - Gattung Trogulus Latreille, 1802 (Europa und östlicher Mittelmeerraum)